# Iain MacLean
Iain MacLean -gaèlic:Iain MacGilleEathain- és un dels principals presentadors del noticiari en gaèlic escocès de la cadena BBC Scotland An Là, emès cada dia de la setmana a BBC Alba.
Va néixer i créixer a Harris, a les Hèbrides Exteriors i, encara que la família del seu pare és de Liurborst, a Lewis, es considera un Hearach (gentilici en gaèlic de Harris). Es va graduar el 2001 a la Universitat d'Aberdeen amb un grau en Estudis Gaèlics i abans de treballar per An Là, era presentador dels programes diaris radiofònics de notícies Aithris na Maidne, Aithris an Fheasgair i Aithris na Seachdainn, tots tres de la BBC Radio nan Gàidheal
MacLean també va aparèixer ocasionalment a altres programes emesos en gaèlic, presentant per exemple el programa de debats de la BBC Cunntas.